# 이보 일리세비치
이보 일리체비치(크로아티아어: Ivo Iličević, 1986년 11월 14일 ~ )는 크로아티아의 전 축구 선수이다.